# Говард, Томас, 2-й герцог Норфолк
Томас Говард, 2-й герцог Норфолк, KG (англ. Thomas Howard, 2nd Duke of Norfolk; 1443, Сток-бай-Нейланд, Суффолк — 21 мая 1524, Фрамлингем, Суффолк) — английский дворянин, государственный деятель при Йорках и Тюдорах.

## Биография
Томас Говард происходил из древнего и знатного рода, родился в семье Джона Говарда, 1-го герцога Норфолка, и его первой жены Кэтрин де Молейнс, дочери Уильяма де Молейнса и Анны Уэльсборо из Корнуолла.
В молодые годы служил при дворе короля Эдуарда IV и участвовал в войне короля с графом Уориком. Король был разбит и бежал в Бургундские Нидерланды, а Томас Говард укрылся в Колчестере. После возвращения короля он присоединился к нему со своими солдатами и участвовал в битве при Барнете (14 апреля 1471 года), в ходе которой граф Уорик был убит. В последующие годы он продолжал служить королю Эдуарду IV в качестве придворного и военачальника.
Во время правления Ричарда III он получил титул графа Суррей, а его отец получил титул герцог Норфолк. В битве при Босворте его отец был убит, а Томас попал в плен к Генриху VII. Он был лишён своих земель и отправлен в Тауэр, где был в заключении в течение трёх лет и был освобождён, после чего ему возвратили часть поместий.
В 1495 году Томас участвовал в войне против Шотландии, королём которой был Яков IV. Став в 1501 году лордом-казначеем, он принимал деятельное участие во внешней политике при Генрихе VII, а затем и при его сыне Генрихе VIII, который после победы над шотландцами при Флоддене (1513) возвратил ему титул герцога Норфолка.
Последние годы жизни Томас продолжал государственную службу при короле Генрихе VIII, пока весной 1523 года не ушёл в отставку со своих должностей. Он удалился в свой родовой замок Фрамлингем, где и скончался 21 мая 1524 года в возрасте 80 лет; был похоронен в Тетфордском монастыре.

## Семья

### Браки и потомство
Томас Говард был женат дважды. 30 апреля 1472 года он женился на леди Элизабет Тилни, дочери сэра Фредерика Тилни из Эшуэллторпа.
Их дети:
- Томас Говард, 3-й герцог Норфолк (1473 — 25 августа 1554), был женат на Элизабет Стаффорд, дочери Эдварда Стаффорда, 3-го герцога Бекингема. Отец поэта Генри Говарда, графа Суррея.
- сэр Эдвард Говард (1476/77 — 25 апреля 1513), в первом браке был женат на Элизабет Стэплтон, во втором — на Элис Ловелл. Лорд-адмирал Англии, погиб в морском бою.
- лорд Эдмунд Говард (1479—1539), был женат на Джойс Калпепер. Отец Кэтрин Говард, пятой супруги короля Англии Генриха VIII.
- леди Элизабет Говард (ок. 1480/86 — 3 апреля 1538), была замужем за Томасом Болейном, 1-м графом Уилтширом. Мать Анны Болейн, второй супруги короля Англии Генриха VIII.
- леди Мюриэл (Марселла) Говард (1486—1512/15)[1], в первом браке была замужем за Джоном Греем, 2-м виконтом Лайлом; во втором — за сэром Томасом Найветтом.
- Генри Говард (ок. 1480—1501/13)[2]
- Ричард Говард (ок. 1487 — 27 марта 1517)[3]
- сэр Джон Говард (ок. 1482 — 23 марта 1503)[3]
- Чарльз Говард (ок. 1483 — 3 мая 1512)[3]

Элизабет Тилни умерла 4 апреля 1497 года, и 8 ноября того же года Томас Говард вступил в брак с её кузиной, леди Агнес Тилни, по особому разрешению папы римского от 17 августа 1497 года.
Их дети:
- Уильям Говард, 1-й барон Говард из Эффингема (ок. 1510 — 12 января 1573)
- лорд Томас Говард (1511 — 31 октября 1537)
- Ричард Говард (ум.1517)
- Дороти Говард, была замужем за Эдвардом Стэнли, 3-м графом Дерби
- Анна Говард, была замужем за Джоном де Вером, 14-м графом Оксфордом
- Кэтрин Говард, в первом браке замужем за Грифитом ап Рисом, во втором — за Генри Добни, 1-м графом Бриджуотером
- Элизабет Говард (ум.1536), была замужем за Генри Рэдклиффом, 2-м графом Сассексом